# 谢里尔 (纽约州)
谢里尔（Sherrill）是美国纽约州奥奈达县的一座城市，人口为3,071人（2010年人口普查），是该州人口最少的城市。 谢里尔位于弗农镇的西端5号纽约州州道上。谢里尔被称为银城。